# ATP-toernooi van Antalya
De Antalya Open is een tennistoernooi van de ATP World Tour 250. Het toernooi wordt georganiseerd op de hardcourtbanen van Antalya, Turkije. De eerste editie vond plaats in 2017. Het toernooi, dat oorspronkelijk op gras werd gespeeld, verdween in 2020 van de kalender om een jaar later terug te keren als hardcourttoernooi.

## Finales

### Enkelspel
| Jaar | Winnaar        | Runner-up         | Score               |
| ---- | -------------- | ----------------- | ------------------- |
| 2021 | Alex de Minaur | Aleksandr Boeblik | 2-0 opgave          |
| 2020 | Geen toernooi  | Geen toernooi     | Geen toernooi       |
| 2019 | Lorenzo Sonego | Miomir Kecmanović | 6-7(5), 7-6(5), 6-1 |
| 2018 | Damir Džumhur  | Adrian Mannarino  | 6-1, 1-6, 6-1       |
| 2017 | Yuichi Sugita  | Adrian Mannarino  | 6-1, 7-6(4)         |

### Dubbelspel
| Jaar | Winnaars                              | Runners-up                     | Score               |
| ---- | ------------------------------------- | ------------------------------ | ------------------- |
| 2021 | Nikola Mektić Mate Pavić              | Ivan Dodig Filip Polášek       | 6-2, 6-4            |
| 2020 | Geen toernooi                         | Geen toernooi                  | Geen toernooi       |
| 2019 | Jonathan Erlich Artem Sitak           | Ivan Dodig Filip Polášek       | 6-3, 6-4            |
| 2018 | Marcelo Demoliner Santiago González   | Sander Arends Matwé Middelkoop | 7-5, 6-7(6), [10-8] |
| 2017 | Robert Lindstedt Aisam-ul-Haq Qureshi | Oliver Marach Mate Pavić       | 7-5, 4-1 opgave     |